# Ліпіни (Лодзький-Східний повіт)
Ліпіни (пол. Lipiny) — село в Польщі, у гміні Новосольна Лодзький-Східного повіту Лодзинського воєводства.
Населення — 597 осіб (2011).
У 1975-1998 роках село належало до Лодзинського воєводства.

## Демографія
Демографічна структура станом на 31 березня 2011 року:
|          | Загалом | Допрацездатний вік | Працездатний вік | Постпрацездатний вік |
| -------- | ------- | ------------------ | ---------------- | -------------------- |
| Чоловіки | 277     | 56                 | 196              | 25                   |
| Жінки    | 320     | 68                 | 181              | 71                   |
| Разом    | 597     | 124                | 377              | 96                   |